# 야카타 미키

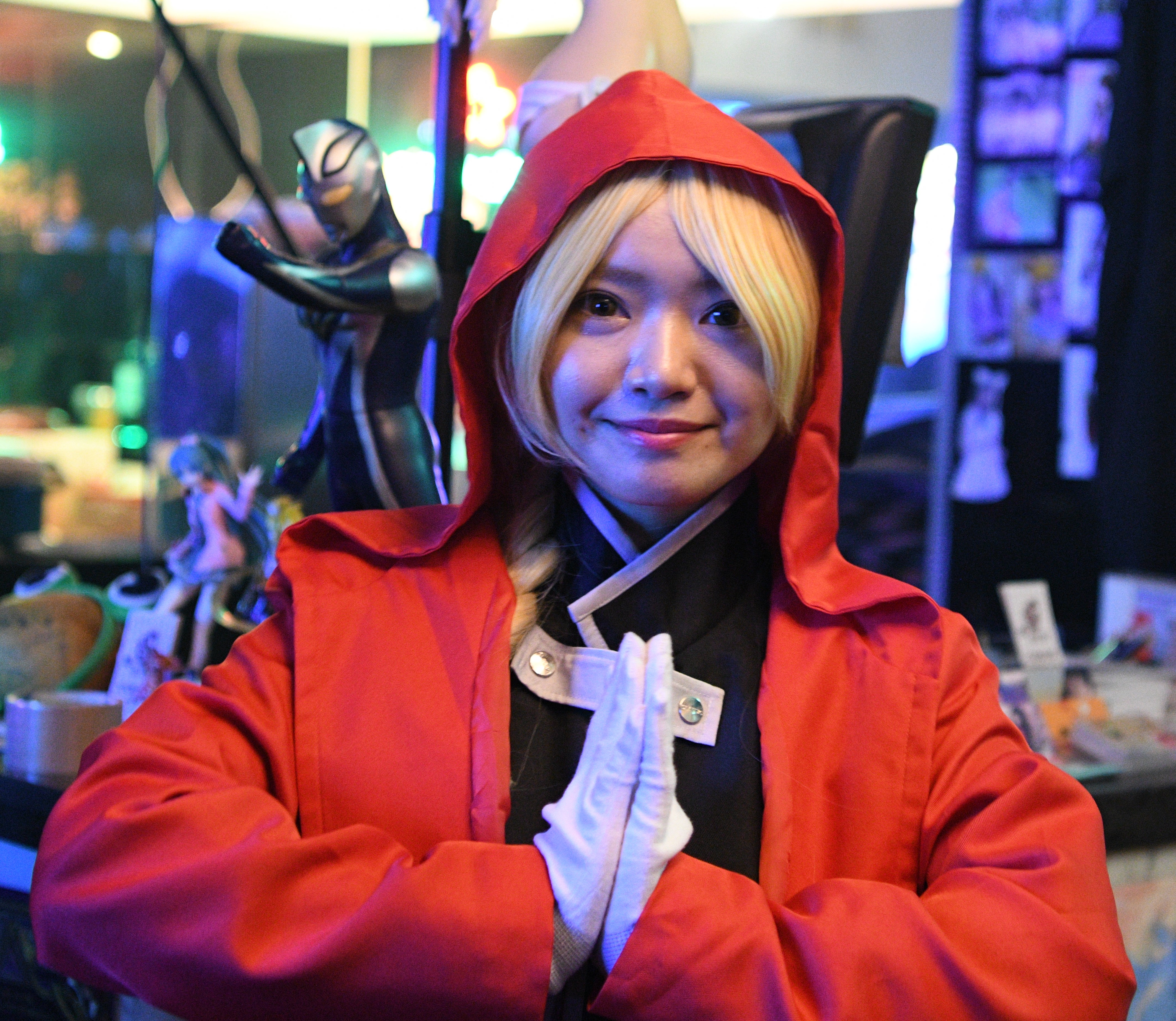

야카타 미키(矢方 美紀,やかた みき, 1992년 6월 29일 - )는 일본 여성 아이돌 그룹 SKE48의 전 리더이다. TYK 프로모션 소속.

## 개요
- 전 SKE48 팀S 멤버.
- 2017년 3월 28일, 같은 팀S 노구치 유메와 졸업.